# レンフェ447系電車
レンフェの447系は、446系やCiviaとともに効率的な地域の列車運行のために設計された電車のシリーズのうちの一つである。1992年から2001年にかけて製造された。

## 446系との相違点
447系は446系と似た設計で登場したが、446系よりも高い加速度、引張力に加え、最高速度を120km/hに高めることが求められた。この電車には真空式便所が設けられた。446系との併結は営業運転で可能であるが、その場合は力行とブレーキ時においていくつかの制約を受ける。446系が駅間距離1から2km程度の区間で運用されるのに対して、447系は2から4kmごとに停車駅がある区間に用いられる。特記事項としては、同じ車体の電車がメキシコのメキシコシティ都市圏郊外鉄道でもUT-01形として使われていることが挙げられる。